# Розе Стіебра
Розе Стієбра (латис. Roze Stiebra; 17 березня 1942, Рига — 22 грудня 2024) — радянська і латвійська режисерка-аніматорка і сценаристка.

## Біографія
Народилася 17 березня 1942 в Ризі.
Закінчила факультет акторів лялькового театру Ленінградського інституту театру, музики і кінематографії (1964). 
Працювала режисеркою Латвійського телебачення (студія «Телефільм-Рига», 1966—1987), Ризької кіностудії (1987—1990) і студії анімаційних фільмів «Даука» (з 1991).

## Нагороди і звання
- Шестиразова лауреатка головної національної кінопремії «Великий Крістап» в категорії Найкращий анімаційний фільм («Як я їхав до діви Півночі», 1980; «У мене в кишені», 1983; «Лічилки в картинках», 1988; «Несс і Нессі», 1993 ; «Казочка», 1998; «Незвичайні рижани», 2001).
- Член Міжнародної асоціації анімаційного кіно.
- Лауреатка вищої нагороди Латвійського фонду культури «Спідолас Балви» (1995).
- Кавалер Ордена Трьох зірок (2003).

## Фільмографія
Режисерка:
- 1969 — Дощовий день
- 1970 — Гелло, Хело!
- 1972 — П'ять котів
- 1972 — Як вовк не з'їв порося
- 1972 — Ну і випадок!
- 1973 — Подорож Рінгли
- 1974 — Чарівний скрипаль
- 1974 — Пригоди Діллі Даллі
- 1974 — Діллі Даллі в країні Перпендікула
- 1975 — Золоте сито
- 1975 — Діллі Даллі у Мінку-парку
- 1976 — Чарівний птах
- 1976 — Діллі Даллі в сонячному саду
- 1977 — Зелена казка
- 1978 — Пес і вітер
- 1979 — Заяча банька
- 1980 — Як я їхав до діви Півночі
- 1981 — Що таке колгосп
- 1983 — У мене в кишені
- 1984 — Ай, мила сестриця!
- 1986 — Ось тобі й маєш!
- 1987 — На поріг мій сіла казка
- 1988 — Лічилки в картинках
- 1988 — Техніка безпеки на камбузних роботах
- 1988 — Пауза
- 1991 — Несс і Нессі
- 1994 — Млин кота
- 1996 — Казочка
- 2000 — Собачка
- 2001 — Незвичайні рижани
- 2002 — Різдвяний танець

Сценаристка:
- 1972 — П'ять котів
- 1975 — Золоте сито
- 1976 — Чарівний птах
- 1979 — Заяча банька
- 1980 — Як я їхав до діви Півночі
- 1983 — У мене в кишені
- 1984 — Ай, мила сестриця!
- 1986 — Ось тобі й маєш!
- 1987 — На поріг мій сіла казка
- 1988 — Лічилки в картинках
- 1991 — Несс і Нессі
- 1994 — Млин кота
- 2001 — Незвичайні рижани
- 2002 — Різдвяний танець